# Општина Брда
Општина Брда (словен. Brda) је једна од општина Горишке регије у држави Словенији. Седиште општине је градић Доброво.
Област Брда познат су виноградарски крај у Словенији.

## Природне одлике
Рељеф: Општина Брда налази се на западу државе и са три стране је окружена Италијом. Једино се ка североистоку везује за остатак Словеније. Подручје општине је побрдско.
Клима: У општини влада измењено средоземна клима.
Воде: Најважнији водоток у општини је река Соча.

## Становништво
Општина Брда је средње густо насељена.

## Насеља општине
| - Барбана - Бело - Биљана - Брдице при Кожбани - Брдице при Неблем - Брег при Голем Брду - Брестје - Брезовк - Ведријан | - Виполже - Вишњевик - Врховље при Којскем - Врховље при Кожбани - Голо Брдо - Гоњаче - Горње Церово - Градно - Доброво | - Долње Церово - Дрновк - Зали Брег - Имење - Којско - Козана - Козарно - Кожбана - Красно | - Медана - Небло - Нозно - Плешиво - Подсаботин - Приставо - Сеник - Слапник - Славче | - Снежатно - Снежече - Фојана - Хлевник - Хрушевље - Хум - Цегло - Шловренц - Шмартно |  |